# レイ・ランバート
レイ・ランバート（Ray Lambert、本名:Raymond Lambert、1922年7月23日 – 2009年10月22日）は、ウェールズのフリントシャー出身のサッカー選手。
彼は生涯にわたりリヴァプールFCに在籍し続けた、いわゆるリスト・オブ・ワン・クラブ・マンである。
2009年10月22日に亡くなっている。87歳であった。